# Amt Schwelm
Das Amt Schwelm war von 1844 bis 1879 ein Amt im Kreis Hagen in der preußischen Provinz Westfalen.

## Geschichte
1809 wurde im französischen Satellitenstaat Großherzogtum Berg im Arrondissement Hagen im Département Ruhr die Mairie (Bürgermeisterei) Schwelm eingerichtet.
Preußen verwaltete provisorisch das Großherzogtum nach Abzug der Franzosen im Generalgouvernement Berg, bevor es auf dem Wiener Kongress das Gebiet endgültig zugesprochen bekam. Nach Gründung der Provinz Westfalen führte Preußen seine Verwaltungsstrukturen ein, behielt dabei aber die Bürgermeistereien bei. Die Bürgermeisterei Schwelm wurde dem Kreis Hagen zugeordnet. 
Der Bürgermeisterei gehörten die Stadt Schwelm und die sie umgebende Bauerschaft Schwelm an. 1844 wurde aus dem ländlichen Teil der Bürgermeisterei Schwelm das Amt Schwelm gebildet. Das Amt bestand nur aus einer Gemeinde, der Landgemeinde Schwelm. Die Stadt Schwelm blieb amtsfrei.
1879 wurde die Landgemeinde Schwelm in die amtsfreie Stadt Schwelm eingemeindet, so dass das Amt aufgelöst wurde.

## Einwohnerentwicklung
| Jahr | Einwohner | Quelle |
| ---- | --------- | ------ |
| 1839 | 2887      | [ 3 ]  |
| 1859 | 3479      | [ 4 ]  |
| 1871 | 3930      | [ 5 ]  |